# Comitatul Riverside, California
Comitatul Riverside se află în sud-estul statului California, SUA. El se află amplasat între comitatul Orange, California, Colorado River și statul Arizona. Comitatul aparține de ținutul numit "Greater Los Angeles". La recensământul din 2000 comitatul avea 1.545.387 locuitori cu o densitate de 	82,8 loc./km². Sediul administrativ al comitatului este Riverside, California.

## Date geografice
Cea mai parte o teritoriului comitatului este ocupată de deșert care se află în Parcul Național Joshua-Tree. Comitatul este preferat de locuitorii orașelor Los Angeles și San Diego, motivul este prețul scăzut al terenurilor de construcție. Comitatul se întinde pe o suprafață de 18.915 km² din care 248 km² este ocupat de apă. Împreună cu comitatul San Bernardino alcătuiește regiunea numită "Inland Empire" (I.E.)

## Istoric
Comitatul a luat ființă în anul 1893, cu ținuturi care au fost luate de la comitatele San Bernardino și San Diego. În decembrie 1899 aici a avut loc un cutremur care a distrus parțial orașul San Jacinto, California.

## Date demografice
La recensământul din 2000, comitatul avea 1.545.387 loc. din care erau:
506.218 gospodării
372.576 familii
65,58 % albi
6,24 % afro-americani
1,18 % amerindieni
3,69 % asiatici
0,25 % loc. ai isulelor din Pacific
4,37 % alte grupări etnice
din care: 36,21 % latino-americani